# جوجيفا
جوجيفا (بالألمانية: Laisholm)‏) هي مدينة صغيرة في إستونيا يبلغ عدد سكانها حوالي 6000 نسمة. إنها عاصمة مقاطعة جوجيفا .
وهي مسقط رأس الشاعر الإستوني بيتي الفير والموسيقي والملحن الو ماتيسين .

## التاريخ
تم ذكر جوجيفا لأول مرة في عام 1599 باسم جاجيوا مانور، حيث تم إنشاؤه مؤخرًا على أراضي نفس القرية المسماة بأمر من الملك البولندي.  خلال فترة الحكم البولندي في إستونيا (1582-1622) كانت جزءًا من لايوس ستارستو، والتي أصبحت إقطاعية لايوس خلال الحكم السويدي (1622-1721).
في عام 1756 ، أصبح قصر جوجيفا ملكًا لـ جوتهارد يوهان فون مانتيفول (1690-1763) وظل في عائلة فون مانتيفول حتى عام 1919 عندما تم تأميمه من قبل الحكومة. في عام 1876 ، تم إنشاء محطة سكة حديد، سميت لايشولم على اسم القصر، بالقرب من قرية جوجيفا. بدأ مالك قصر إرنست جوتهارد فون مانتيفول (1844-1922) ، في تأجير الأرض حول محطة السكك الحديدية في عام 1903. بعد ذلك نمت القرية بسرعة. في 13 أكتوبر 1919 ، أصبحت جوجيفا بلدة وفي 1 مايو 1938 مدينة.
خلال الحرب العالمية الثانية تم تدمير تقريبا 60٪ من المدينة.
خلال الاحتلال السوفيتي لإستونيا، أصبحت جوجيفا مركزً إدارياً مهماً يضم العديد من الصناعات الكبيرة. تم تشييد العديد من المباني الإدارية والتجارية والسكنية الجديدة في ذلك الوقت.

## الموقع
تقع جوجيفا على الساحل الأيمن لنهر بيدجا الذي يتدفق عبر المدينة من الشمال إلى الجنوب. متوازي مع النهر هو خط سكة حديد تالين - تارتو. المدن الرئيسية تارتو وتالين على التوالي 51 و 154 كيلومتر (96 ميل) من جوجيفا، وكلاهما متصل عبر السكك الحديدية وكذلك من خلال الطرق السريعة.

## الطبيعة والمناخ
تقع جوجيفا بين طبل كبير. يقع تل لايوس شرق المدينة. نهر بيدجا يمر عبر المدينة. تتمتع المدينة بمناخ قاري رطب . عادة ما يكون الشتاء ثلجياً وباردً. يعرف بأنه أبرد مكان في إستونيا مع أدنى درجة حرارة −43.5 °م (−46.3 °ف) . الصيف دافئ وغالباً ما يكون رطباً، وقد تصل درجة الحرارة القصوى في بعض الأيام إلى 30-35 درجة مئوية. يبدأ موسم الرعد في أبريل وينتهي عادة في نهاية أكتوبر. 
| البيانات المناخية لـ{{{location}}} | البيانات المناخية لـ{{{location}}} | البيانات المناخية لـ{{{location}}} | البيانات المناخية لـ{{{location}}} | البيانات المناخية لـ{{{location}}} | البيانات المناخية لـ{{{location}}} | البيانات المناخية لـ{{{location}}} | البيانات المناخية لـ{{{location}}} | البيانات المناخية لـ{{{location}}} | البيانات المناخية لـ{{{location}}} | البيانات المناخية لـ{{{location}}} | البيانات المناخية لـ{{{location}}} | البيانات المناخية لـ{{{location}}} | البيانات المناخية لـ{{{location}}} |
| الشهر                              | يناير                              | فبراير                             | مارس                               | أبريل                              | مايو                               | يونيو                              | يوليو                              | أغسطس                              | سبتمبر                             | أكتوبر                             | نوفمبر                             | ديسمبر                             | المعدل السنوي                      |
| ---------------------------------- | ---------------------------------- | ---------------------------------- | ---------------------------------- | ---------------------------------- | ---------------------------------- | ---------------------------------- | ---------------------------------- | ---------------------------------- | ---------------------------------- | ---------------------------------- | ---------------------------------- | ---------------------------------- | ---------------------------------- |
| [بحاجة لمصدر]                      |                                    |                                    |                                    |                                    |                                    |                                    |                                    |                                    |                                    |                                    |                                    |                                    |                                    |

## الحضارة
في يوليو جوجيفا تريف، يتم لم شمل السائقين السنوي. تتويجا لهذا الحدث هو استعراض لسائقي الدراجات النارية عبر المدينة. في أغسطس، يقام مهرجان الثوم السنوي. تعتبر جوجيفا أيضًا المقر الرئيسي لرجل العيد الإستونية.

## مشاهد ومباني
- متحف منزل الشاعرة الإستونية بيتي ألفير - المنزل المجاور لمحطة السكة الحديد حيث ولدت ؛
- Külmasammas - نصب تذكاري بمناسبة السجل الإستوني البارد −43.5 °م (−46 °ف) سجلت في Jõgeva في عام 1940 ؛
- النصب التذكاري لحرب الاستقلال الإستونية لإحياء ذكرى الضحايا ؛
- النصب التذكاري لضحايا الحرب العالمية الثانية ؛
- النصب التذكاري للمبعدين الإستونيين أثناء الاحتلال السوفياتي في عامي 1941 و 1949 ؛

## علاقات دولية
يوجيفا توأمة مع:
- Kaarina, Finland
- Karlstad, Sweden
- Keuruu, Finland
- Jonava, Lithuania

## روابط خارجية
- الموقع الرسمي
- كاميرا ويب في مركز Jõgeva نسخة محفوظة 4 أكتوبر 2011 على موقع واي باك مشين.